# Oulophyllia levis
Espèce
Statut CITES
Oulophyllia levis est une espèce de coraux appartenant à la famille des Merulinidae ou à la famille Faviidae.